# 평론
평론(評論) 또는 논평(論評, 문화어: 론평), 비평(批評)(영어: Review)은 사회 전 분야에 대해 평가하는 작업을 말한다. 예술 작품, 문화 현상, 상품 등 평론의 대상에는 제한이 없다. 평론하는 사람은 평론가(評論家)라고 한다.
평론은 누군가 또는 사물의 부정적 또는 긍정적인 특성에 대한 판단을 구성하는 것이다. 평론의 범위는 즉석 댓글부터 서면으로 작성된 자세한 답변까지 다양하다. 비평은 "이론적, 실제적, 인상주의적, 정서적, 규범적 또는 서술적"을 포함하여 여러 가지 중복되는 유형으로 분류된다.
평론은 누군가 또는 사물에 대한 반대의 표현을 의미할 수도 있다. 이러한 성격에 대한 평론이 건설적일 때 개인은 자신의 이해의 격차를 인식할 수 있으며 개선을 위한 뚜렷한 경로를 제공할 수 있다. 연구는 학습 과정에서 피드백과 건설적인 평론을 사용하는 것이 매우 영향력이 크다는 개념을 뒷받침한다.

## 용어
비평은 본래 그리스어의 '나눈다'에서 유래하며, 예술의 감상자가 작가에 대해서 내리는 가치 평가를 말한다. 크게 나누면, 객관적 비평과 주관적 비평이 있으며, 전자에는 재단비평(裁斷批評)·귀납적 비평(歸納的批評)이, 후자에는 인상비평(印象批評)·감상비평(鑑賞批評) 등이 포함된다. 옛날부터 아리스토텔레스의 <시학(詩學)>을 바탕으로 한 재단적 객관 비평이 실시되어 왔었다. 19세기가 되어서, 텐은 과학 발전을 바탕으로 인종·환경·시대를 3원칙으로 하는 과학적 비평을 주장했다. 한편 그와 같은 객관 비평에 대해서, 순수한 직감(直感)과 인상(印象)에 비평의 기준을 두는 인상비평이 19세기 후반부터 프랑스에 일어나서, 아나톨 프랑스, 드메트르를 거쳐 생트 뵈브에 의해서 완성되었다. 그것은 다시 독단에 빠지는 것을 피하고, 작자의 창작 체험을 추체험(追體驗)하려고 하는 아널드의 감상비평을 낳았다. 최근에는 예술가의 의도·표현의 기교에 중점을 두는 미국의 뉴크리티시즘과 정치사회적인 역사비평이 성행하고 있다.

## 같이 보기
- 사회 평론
- 칼럼